# Учаллинское сельское поселение
Учаллинское сельское поселение — сельское поселение в Азнакаевском районе Татарстана. 
Административный центр — село Учалле.
В состав поселения входит 4 населённых пункта.

## Административное деление
- с. Учалле
- дер. Текмале
- дер. Якты-Куль
- пос. Кзыл-Юлдуз